# Tintin in jezero morskih psov
Tintin in jezero morskih psov (francosko Tintin et le lac aux requins) je francosko-belgijski animirani pustolovski film iz leta 1972, v režiji Raymonda Leblanca, ki temelji na seriji stripov Tintin in njegove pustolovščine. Ni ga napisal Hergé (ki ga je zgolj nadziral), ampak belgijski ustvarjalec stripov Greg (Michel Regnier), Hergéjev prijatelj. Pozneje so ga prilagodili v stripu s slikami iz filma, ki so jih uporabili kot ilustracije.

## Zgodba
Neko noč v Bruslju v Belgiji par kriminalcev diskretno vdre v akvarij in ukrade neprecenljiv biser. Takoj, ko dežurni varnostniki zagledajo prazno ogrodje sprožijo alarm. Kriminalci izkoristijo odsotnost stražarjev tako, da v ogrodje vstavijo ponarejen biser, enake velikosti kot pravi. Ko se pazniki vrnejo z direktorjem in direktor vidi lažni biser, misli, da so si stražarji vse izmislili, toda to mu da za razmisliti o incidentu, saj se je podoben primer zgodil v drugem muzeju dva tedna pred tem.
Medtem Tintin, Švrk in kapitan Haddock prispejo v Sildavijo, državo na Balkanu. Prišli so se pridružiti svojemu prijatelju profesorju Trifonu Sončnici, ki je najel vilo ob jezeru, da bi zgradil svoj najnovejši izum. Na letališču naletijo na Petka in Svetka, ki se prav tako odpravljata k profesorju na posebno misijo.
Štirje možje in pes letijo z najetim letalom do profesorjeve hiše, vendar se med letom znajdejo v težavah z motorjem in pilot se reši z edinim padalom. Tintin poskuša varno pristati letalo, vendar to konča na robu pečine in v ognju. Rešijo se s pomočjo dveh lokalnih otrok, Nika in njegove sestre Noučke, ter njunega psa Gustava. A kot se izkaže, je bila nesreča namerno postavljena, saj pilot prek voki-tokija kontaktira svojega nadrejenega ("Mr. Big"/"Shark King"), in ga obvesti, da načrt ni uspel.
Otroka svoje nove prijatelje pospremita v kombiju, a ko izvesta njihov cilj, jih opozorita, da je na jezeru prekletstvo, na dnu katerega je staro potopljeno mesto. Družba končno prispe v profesorjevo vilo, kjer jim pokaže svoj izum: kamero, ki lahko projicira holografske slike. Njegov končni cilj je ustvariti stroj, ki bo naredil dejanske kopije fizičnih predmetov. Kasneje, med večerjo, Petek v Svetek pojasnita, da sta profesorjeva telesna stražarja, saj sumita, da mu želi kriminalna združba, specializirana za umetniške ponaredke, ukrasti njegov stroj. Sčasoma se vsi odpravijo spat. Sredi noči Švrk v nekem trenutku zbudi Tintina, potem ko zunaj zasliši šum, toda Tintin se zanj ne zmeni, saj misli, da je zunaj slišal le ptice. Pravzaprav hrup povzroča profesorjeva hišna gospodinja, gospa Black, ki sodeluje z "Mr. Bigom".
Naslednje jutro, medtem ko Tintin z Niko in Noučko raziskuje lokalno območje (ne zaveda se, da mu na vsakem koraku sledijo vohunske kamere), kapitan in detektiva pa igrajo golf, Švrk naleti na človeka žabo, ki je od gospe Black dobil nekaj načrtov, ukradenih iz profesorjevega laboratorija. Človek žaba pobegne s skokom v jezero, Švrk pa uspe ugrizniti del enega od njegovih plavutk. Potem ko kapitan in detektiva povedo Tintinu, kaj se je zgodilo, psu da za povohati odgriznjen del plavutke. Medtem ko Gustav vodi Haddocka do kupa zapuščenih pnevmatik, Tintin sledi Švrku do zakopane verige, ki ob vleki odpre prehod v skrito jamo, kjer so kriminalisti skrili ukradene umetnine. Potem ko se ujame v jami, Tintin najde podvodni predor, ki vodi do jezera. Na poti skozi se ujame v žično mrežo, toda Švrk (ki je ostal zunaj jame) se potopi in pregrizne žico ter tako Tintina reši pred utopitvijo.
Profesor doma svoj novi izum predstavi otrokoma - stroj, ki lahko kopira kateri koli predmet iz posebnega mila. Na žalost so učinki še kratkotrajni, saj se kopirani predmeti kmalu spremenijo v prvotno snov. Kriminalci profesorja in detektiva napadejo s smejalnim plinom ter ugrabijo otroka. Tintin in Haddock jih zasledujeta, a ne uspeta rešila Nika in Noučke. Kriminalci za seboj pustijo sporočilo na magnetofonu od svojega vodje, "King Sharka", ki junakom sporoča (z glasom, ki ga Tintin iz nekje prepozna), da bodo dobili otroke nazaj v zameno za profesorjev izum. Tintin sam mora opraviti izmenjavo in ne poklicati policije.
Tintin, Haddock, profesor in detektiva poiščejo hišo za prisluškovalne naprave, Tintin pa odkrije skrivni prehod, ki vodi do voki-tokija gospe Black, ki je skrit v praznem vodnjaku, kjer ujame gospo Black pri delu. Tintin se odloči, da bo stopil v stik s policijo in se spomni prevare, da zakrije svoje sledi. Tintin in Švrk so odpravita v tamkajšnje mesto in slučajno srečata svojo staro prijateljico, operno pevko Bianco Castafiore, ki ju z avtomobilom odpelje v mesto jima celo pomaga priti do policije. Šef policije posluša njegovo zgodbo, vendar je omejen v tem, kar lahko stori, saj je polovica jezera v pristojnosti Bordurije, rivalskega naroda, in zato obstaja nevarnost diplomatskega incidenta.
Po dveh dneh se Tintin končno vrne v profesorjevo hišo s podmornico v obliki morskega psa, ki jo je profesor zgradil med iskanjem zaklada Rackhama Rdečega. Načrt je, da bo Tintin na plaži srečal prevarante, Haddock pa mu bo sledil v podmornici. Na mestu srečanja kriminalci Tintina poberejo v podmornici in se pod vodo odpravijo v poplavljeno mesto, kjer je njihova baza. Izkaže se, da je vodja te operacije nihče drug kot Tintinov nasprotnik Rastapopulos, ki se zdaj imenuje "King Shark"/"Mr. Big". Rastapopulos obljubi, da bo Niko in Noučko izpustil za napravo, toda, ne zavedajoč se Tintinovega prihoda, otroka pobegneta iz svoje celice in ugrabita podvodni tank.
Rastapopulos prevzame nadzor nad tankom s svojim računalnikom, vendar nato na svojem zaslonu opazi kapitana Haddocka in uporabi tank za izstrelitev torpedov v njegovo podmornico, kar izzove pretep med Tintinom in drugimi gangsterji, ko poskuša ustaviti Rastapopulosa. Haddockova mini podmornica je zadeta, kar preprečuje njen pogon, tank pa se z daljinskim upravljanjem vrne v bazo. Medtem ko čakajo, da se otroka vrneta, Rastapopulos odpelje Tintina v svojo pisarno in mu pokaže svojo umetniško zbirko ter razglablja, da bo lahko s profesorjevim strojem naredil več kopij vseh ukradenih mojstrovin in jih prodal za ogromne količine denarja.
Rastapopulos preizkusi profesorjev stroj s kloniranjem škatle za cigare, vendar se imitacija izkaže za zelo nestabilno in naraste do pošastne velikosti, tako da skoraj zdrobi Rastapopulosa in njegovega poročnika. Rastapopulos v besu zaklene Tintina in otroke v komoro, a nato izve, da po jezeru patruljirajo policijski čolni. Zato se odloči, da bo evakuiral bazo in naroči svojim možem, da v jamo odpeljejo vse umetnine, ki jih ima v podvodnem mestu. Nato poplavi sobo s Tintinom in otroki z vodo. Takoj, ko bo voda dosegla napravo visoko na steni, se bo baza samouničila.
Haddock uspe povrniti nadzor nad onesposobljeno podmornico in se prebije na površje, kjer v patruljnem čolnu naleti na Petka v Svetka z načelnikom sildavijske policije. Spodaj, med tem ko njegovi možje evakuirajo bazo, Rastapopulos in njegov poročnik zapustita bazo v podmornici. Tintinu in otrokom se uspe rešiti in pobegniti skozi zračno zaporo v rešilnih jopičih, tik preden bazo raznese. Ko pridejo na površje, se ponovno pridružijo svojim prijateljem in policiji. Policija je vse Rastapopulosove pomočnike ujela, njihov vodja pa je že prestopil mejo v svoji podmornici. Ker nista sildavijski uradniki in ju zato ne zavezujejo mednarodne konvencije, Tintin in Haddock vztrajata, da se za Rastapopulosom odpravita z motornim čolnom.
Da bi prišel mimo mejnih postojank, Rastapopulos poskuša priti skozi podvodni predor, vendar pozabi spustiti periskop, ki zadene nizko skalo in se zlomi, zaradi česar se podmornica zruši in poplavi. Zlikovcema uspe priti na površje, toda Tintin in Haddock ju zajameta takoj, ko poskušata zapustiti razbitine. Tintin, Švrk in Haddock se vrneta v profesorjevo vilo, kjer ju sprejme ogromna množica vaščanov, ki želijo praznovati konec groze, ki jo je vsiljevala tolpa. Pričaka ju tudi Bianca Castafiore, zaradi česar Haddock pobegne iz zabave. Haddock poskuša imeti miren trenutek, da bi spil nekaj viskija, a njegovo steklenico uničita dvojčka Petek in Svetek, ki igrata golf. Vsi se smejijo.